# Simon Nicolas de Montjoie d'Hirsingue
Simon Nicolas de Montjoie d'Hirsingue de Frohberg, francisation de  Simon Nikolaus Eusebius von Montjoye-Hirsingen (von Froberg), né à Hirsingue le 22 septembre 1693 et décédé à Porrentruy le 5 avril 1775,  est un ecclésiastique qui fut prince-évêque de Bâle de 1762 à 1775.

## Biographie
Simon Eusèbe Nicolas de Montjoie d'Hirsingue de Frohberg est élu par le chapitre de chanoines de Bâle le 26 octobre 1762. Il reçoit ses bulles pontificales de confirmation le 21 mars 1763 et il est consacré évêque à Gy par son métropolitain l'archevêque de Besançon. Ami des Arts, c'est également un prélat très charitable. Avant la suppression de la Compagnie de Jésus, il intervient également en faveur de Jésuites le 11 juillet 1765. En 1771 il avait obtenu un évêque auxiliaire pour la partie francophone de son diocèse en la personne de Jean-Baptiste Gobel qu'il sacre évêque titulaire de Lydda.